# 182122 Sepan
182122 Sepan è un asteroide della fascia principale. Scoperto nel 2000, presenta un'orbita caratterizzata da un semiasse maggiore pari a 2,8716331 au e da un'eccentricità di 0,1097580, inclinata di 9,41321° rispetto all'eclittica.